# Stefan O’Connor
Stefan O’Connor (London, 1997. január 23. –) angol utánpótlás-válogatott labdarúgó, a Newcastle United hátvédje.